# Pray (Loir i Cher)
|  | Aquest article tracta sobre el municipi francès. Vegeu-ne altres significats a «Pray». |

Pray és un municipi francès, situat al departament del Loir i Cher i a la regió de Centre – Vall del Loira. L'any 2007 tenia 281 habitants.

## Demografia

### Població
El 2007 la població de fet de Pray era de 281 persones. Hi havia 110 famílies, de les quals 31 eren unipersonals (23 homes vivint sols i 8 dones vivint soles), 26 parelles sense fills, 38 parelles amb fills i 15 famílies monoparentals amb fills.
La població ha evolucionat segons el següent gràfic:
Habitants censats

### Habitatges
El 2007 hi havia 126 habitatges, 110 eren l'habitatge principal de la família, 9 eren segones residències i 6 estaven desocupats. 125 eren cases i 1 era un apartament. Dels 110 habitatges principals, 97 estaven ocupats pels seus propietaris, 12 estaven llogats i ocupats pels llogaters i 1 estava cedit a títol gratuït; 6 tenien dues cambres, 14 en tenien tres, 32 en tenien quatre i 59 en tenien cinc o més. 97 habitatges disposaven pel capbaix d'una plaça de pàrquing. A 35 habitatges hi havia un automòbil i a 68 n'hi havia dos o més.

### Piràmide de població
La piràmide de població per edats i sexe el 2009 era:
| Homes | Edats   | Dones |
| ----- | ------- | ----- |
| 0     | 95 o +  | 0     |
| 8     | 90 a 94 | 0     |
| 0     | 85 a 89 | 8     |
| 4     | 80 a 84 | 0     |
| 4     | 75 a 79 | 8     |
| 4     | 70 a 74 | 4     |
| 12    | 65 a 69 | 0     |
| 0     | 60 a 64 | 8     |
| 4     | 55 a 59 | 8     |
| 0     | 50 a 54 | 0     |
| 24    | 45 a 49 | 4     |
| 4     | 40 a 44 | 12    |
| 12    | 35 a 39 | 20    |
| 12    | 30 a 34 | 12    |
| 4     | 25 a 29 | 8     |
| 0     | 20 a 24 | 0     |
| 12    | 15 a 19 | 0     |
| 12    | 10 a 14 | 12    |
| 16    | 5 a 9   | 12    |
| 12    | 0 a 4   | 16    |

## Economia
El 2007 la població en edat de treballar era de 174 persones, 138 eren actives i 36 eren inactives. De les 138 persones actives 133 estaven ocupades (76 homes i 57 dones) i 7 estaven aturades (3 homes i 4 dones). De les 36 persones inactives 12 estaven jubilades, 12 estaven estudiant i 12 estaven classificades com a «altres inactius».

### Ingressos
El 2009 a Pray hi havia 119 unitats fiscals que integraven 303,5 persones, la mediana anual d'ingressos fiscals per persona era de 19.068 €.

### Activitats econòmiques
Dels 11 establiments que hi havia el 2007, 1 era d'una empresa alimentària, 1 d'una empresa de fabricació d'altres productes industrials, 4 d'empreses de construcció, 1 d'una empresa de transport, 2 d'entitats de l'administració pública i 2 d'empreses classificades com a «altres activitats de serveis».
Dels 4 establiments de servei als particulars que hi havia el 2009, 1 era un paleta, 1 fusteria, 1 perruqueria i 1 agència immobiliària.
L'any 2000 a Pray hi havia 7 explotacions agrícoles.

## Poblacions més properes
El següent diagrama mostra les poblacions més properes.